# Nípukollur
Nípukollur är en bergstopp i republiken Island. Den ligger i regionen Austurland, 400 km öster om huvudstaden Reykjavík. Toppen på Nípukollur är 819 meter över havet.
Närmaste större samhälle är Neskaupstaður, nära Nípukollur.